# 타원면

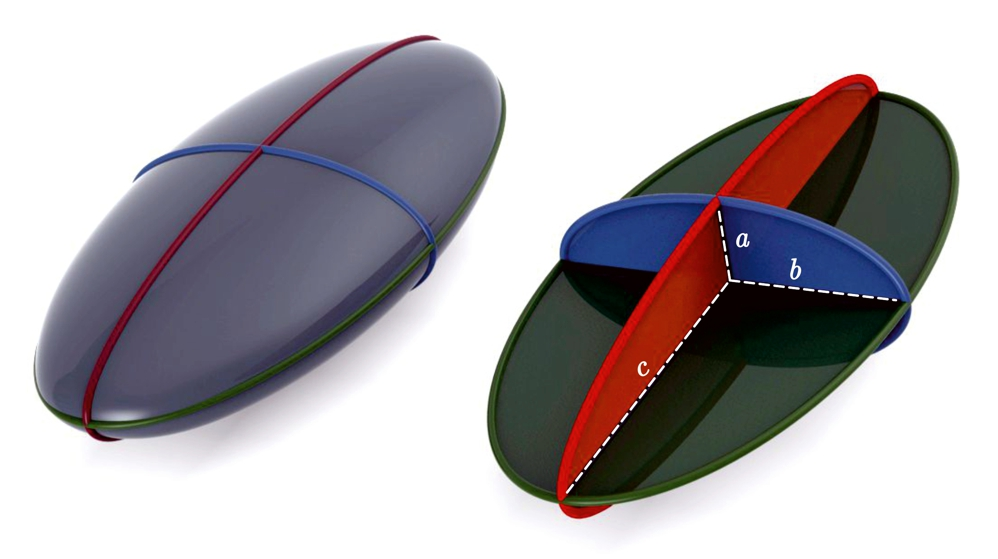

기하학에서 타원면(楕圓面, 영어: ellipsoid, 타원체)은 양의 정부호 이차 형식에 의하여 정의되는, 구를 으깬 모양의 곡면이다. 이차 곡면의 일종이다.

## 정의
3차원 공간 속의 타원면은 다음과 같은 꼴의 조건을 만족시키는 점으로 구성된 곡면이다.
{\displaystyle \{(x,y,z)\in \mathbb {R} ^{3}\colon x^{2}/a^{2}+y^{2}/b^{2}+z^{2}/c^{2}=1\}}
여기서 {\displaystyle a,b,c\in \mathbb {R} ^{+}}는 양의 실수이며, 타원면의 반주축(半主軸, 영어: semiprincipal axis)이라고 한다. 세 개의 반주축 가운데 적어도 두 개가 같다면, 이를 회전타원면(回轉楕圓面, 영어: spheroid)이라고 하며, 세 개의 반주축이 모두 같다면 구라고 한다.
타원면의 내부, 즉
{\displaystyle \{(x,y,z)\in \mathbb {R} ^{3}\colon x^{2}/a^{2}+y^{2}/b^{2}+z^{2}/c^{2}\leq 1\}}
를 타원체(楕圓體, 영어: ellipsoidal solid)라고 한다. 마찬가지로, 회전타원면의 내부를 회전타원체(回轉楕圓體, 영어: spheroidal solid)라고 한다.

## 분류
축에 따라 다음과 같이 분류된다.
- {\displaystyle a>b>c}: 부등타원체 내부에 초곡면(超曲面)적 초곡면(焦曲面)이 존재.
- {\displaystyle a=b>c}: 납작한 회전타원체 회전축이 단축으로, 초환(焦環)이 존재.
- {\displaystyle a=b<c}: 길쭉한 회전타원체 회전축이 장축으로, 두 초점이 존재.
- {\displaystyle a=b=c}: 구 (초점)=(중심)

## 같이 보기
- 이차 초곡면
- 회전타원면